# Copa de Algarve 2020
La Copa de Algarve de 2020 fue  la vigésimo séptima edición de este torneo. Es una competición anual de fútbol femenino organizada en la región de Algarve en Portugal.
Debido a la pandemia por coronavirus y la inminente cancelación de vuelos hacia Italia, se decidió que la delegación italiana volviera a su país y no jugara la final, con lo cual Alemania se declaró campeón del torneo.

## Equipos participantes
| Alemania  | Suecia  | Noruega       | Italia   |
| Dinamarca | Bélgica | Nueva Zelanda | Portugal |

## Sorteo
El sorteo se realizó el 7 de enero de 2020.

## Desarrollo
|  | Cuartos de final | Cuartos de final |          |               | Semifinales | Semifinales |               |              | Final        | Final |  |
|  |                  |                  |          |               |             |             |               |              |              |       |  |
|  |                  |                  |          |               |             |             |               |              |              |       |  |
|  | Nueva Zelanda    | 1 (7)            |          |               |             |             |               |              |              |       |  |
|  | Nueva Zelanda    | 1 (7)            |          |               |             |             |               |              |              |       |  |
|  | Bélgica          | 1 (6)            |          |               |             |             |               |              |              |       |  |
|  | Bélgica          | 1 (6)            |          | Nueva Zelanda | 0           |             |               |              |              |       |  |
|  |                  |                  |          | Nueva Zelanda | 0           |             |               |              |              |       |  |
|  |                  |                  | Italia   | 3             |             |             |               |              |              |       |  |
|  | Portugal         | 1                | Italia   | 3             |             |             |               |              |              |       |  |
|  | Portugal         | 1                |          |               |             |             |               |              |              |       |  |
|  | Italia           | 2                |          |               |             |             |               |              |              |       |  |
|  | Italia           | 2                |          |               |             |             |               | Italia       | -            |       |  |
|  |                  |                  |          |               |             |             |               | Italia       | -            |       |  |
|  |                  |                  | Alemania | -             |             |             |               |              |              |       |  |
|  | Alemania         | 1                | Alemania | -             |             |             |               |              |              |       |  |
|  | Alemania         | 1                |          |               |             |             |               |              |              |       |  |
|  | Suecia           | 0                |          |               |             |             |               |              |              |       |  |
|  | Suecia           | 0                |          | Alemania      | 4           |             |               | Tercer lugar | Tercer lugar |       |  |
|  |                  |                  |          | Alemania      | 4           |             |               | Tercer lugar | Tercer lugar |       |  |
|  |                  |                  | Noruega  | 0             |             |             |               |              |              |       |  |
|  | Dinamarca        | 1                | Noruega  | 0             |             |             | Nueva Zelanda | 1            |              |       |  |
|  | Dinamarca        | 1                |          |               |             |             | Nueva Zelanda | 1            |              |       |  |
|  | Noruega          | 2                |          |               |             |             |               |              | Noruega      | 2     |  |
|  | Noruega          | 2                |          |               |             |             |               |              | Noruega      | 2     |  |
|  |                  |                  |          |               |             |             |               |              |              |       |  |

| Campeón             |
| Alemania 4.° título |